# 克里翁菊石
克里翁菊石，又名香花菊石，是生存在白堊紀阿爾布期海洋中的一屬菊石。其化石被發現於歐洲、馬達加斯加和美洲等地。

## 特徵
克里翁菊石的外觀和風神菊石十分相似，但其殼體的臍部較狹小、腹側較尖，且克里翁菊石的肋條十分突出，於靠近臍部的部分明顯隆起。從臍部結節延伸出的鐮刀狀肋條通常在外部的殼階上消失。

## 物種[1]
- Cleoniceras (Cleoniceras)
- Cleoniceras (Neosaynella)
- Cleoniceras cleon
- Cleoniceras dilleri
- Cleoniceras overbecki
- Cleoniceras schlaudti